# Roger Bacon
Roger Bacon   (Ilchester, c. 1220 - Oxford, c. 1292) fou un filòsof, teòleg i reconegut científic anglès.

## Biografia
Pel que fa a la seva data de naixement hi ha petites discordances, és a dir, no es coneix exactament; alguns creuen que va viure de 1220 a 1292, però d'altres situen el seu naixement entre 1210 i 1214. El que sí que és del tot cert és que va néixer a Ilchester, Dorsetshire. Durant la seva infància va ser educat per l'església i per la seva família acomodada, fins que, entre 1227 i 1234 va començar estudis formals a Oxford. Probablement devia acabar els estudis entorn de 1236 i, per tant, no va ser deixeble directe de Robert Grosseteste.
L'any 1236 va traslladar-se a París, on va exercir de professor d'arts a la universitat d'aquesta ciutat, des de 1241 fins a 1247 aproximadament. Aquí va prendre contacte amb Alexandre d'Hales i Guillem d'Auvèrnia.
El 1247 va retornar a Anglaterra, on es va dedicar a la investigació matemàtica a la universitat d'Oxford.
Entre 1256 i 1257 va formar part de l'orde franciscà. A causa de la independència del seu pensament, es va veure obligat a abandonar la càtedra de París, però la seva sort va millorar gràcies a la protecció de Guy de Foulques, antic deixeble seu i llavors papa Climent IV, i a qui entre 1266 i 1268 va proposar d'escriure una enciclopèdia que agrupés tots els coneixements científics coneguts fins a l'època i que estigués coordinada i subvencionada per l'Església. Un cop acceptada la idea, Bacon va escriure Opus maius (en català, 'Treball principal'), sobre la necessitat d'una reforma de les ciències per mitjà de l'estudi de les llengües i de la natura; Opus minus ('Treball menor') i Opus tertium ('Tercer treball'), en els quals va esbossar les línies generals del seu saber; però ho va fer de manera clandestina, en secret, a causa del fet que els superiors religiosos de Bacon estaven completament en contra d'aquesta enciclopèdia, ja que creien que tot això es giraria en contra de l'Església.
Amb la mort, el 1268, del papa Climent IV, la idea de publicar l'enciclopèdia també va morir. Tot i no haver-se materialitzat la seva idea, Bacon va continuar investigant i va publicar moltíssims treballs més sobre astronomia, matemàtiques i ciències naturals.
L'any 1278, Bacon va ser condemnat pel general de la seva orde franciscana, Girolamo d'Ascoli (futur papa Nicolau IV) perquè la seva doctrina contenia algunes novetats sospitoses. Alguns estudiosos creuen que aquestes novetats es referien a l'astrologia, concretament a la influència de la conjunció de Júpiter i Saturn en la naturalesa humana de Jesucrist, i d'altres estudiosos creuen que feien referència a la màgia i a l'alquímia. Probablement totes dues coses influïren en la condemna, que va portar aparellada una pena d'empresonament, que segurament va ser un simple confinament en una cel·la monàstica. Probablement va ser alliberat pel següent general dels franciscans, Raymond Geoffroy, vers el 1290.
Finalment, vora 1292, un cop retornat a Oxford després de més de 10 anys de condemna, va escriure Compendium studii theologiae poc abans de la seva mort.
L'onze de juny de 1292, Bacon va morir a Oxford.

## Filosofia
Les seves idees filosòfiques col·loquen la teologia a la capdavantera de les ciències i redueixen el paper de la filosofia, tot i que se'l considera com un dels primers pensadors a formular el mètode empíric, experimental, en l'àmbit científic.
Roger Bacon era materialista per la seva concepció del món, tot i que en la seva obra s'observen desviacions del seu pensament científic cap a l'alquímia, l'astrologia i la màgia. Acceptava algunes antigues creences de l'època, com l'existència de la pedra filosofal i alhora sostenia idees diferents de la doctrina de l'Església, com la creença que la Terra era rodona. Tot i haver-se-li atribuït nombrosos invents, molts d'aquests van ser extrets del seu estudi sobre els científics àrabs; gràcies a ells, va poder desenvolupar la pólvora (no inventar-la, ja que s'havia inventat anteriorment). Es coneix que es va fabricar les lents de les seves ulleres, que li permetien llegir les lletres més petites amb facilitat. A més, va anticipar bastants artefactes, que es varen inventar posteriorment, com el telescopi, el vaixell de vapor, l'automòbil, la grua i els ponts flotants, el microscopi, els avions, i la circumval·lació de la Terra.
Bacon considerava que l'experimentació i les matemàtiques eren els únics mètodes per a arribar al coneixement de la natura. Va estudiar diversos idiomes i escrivia el llatí amb elegància i claredat. Per tot això, i pels seus extensos coneixements, se'l coneixia amb el sobrenom de "Doctor Mirabilis" ('Doctor Admirable', en català). La imatge de ferm opositor a l'autoritat i el mètode escolàstica i de defensor implacable de l'experimentació i de la lliure recerca, creada pels historiadors vuitcentistes ha estat matissada en els darrers anys, quan han progressat les recerques sobre la seva obra i persona.
No obstant això, els treballs de Bacon no van ser gaire apreciats a la seva època, però van servir perquè, segles després, científics del Renaixement poguessin desenvolupar noves teories matemàtiques i astronòmiques.
L'actual popularitat de Bacon es deu als seus estudis sobre òptica. Va estudiar el funcionament de les lents i miralls, concretament els efectes de la refracció i difracció; fins i tot, va arribar a proposar en una de les seves obres la construcció d'un telescopi, objecte inexistent en l'època, per a estudiar el Sol, la Lluna i les estrelles.